# Ecphantus quadrilobus
Ecphantus quadrilobus är en insektsart som beskrevs av Carl Stål 1878. Ecphantus quadrilobus ingår i släktet Ecphantus och familjen gräshoppor. Inga underarter finns listade i Catalogue of Life.